# Reto Rossetti
Reto Rossetti (11. dubna 1909 – 20. září 1994) byl esperantský básník, profesor, původem Švýcar, po přesídlení do Velké Británie se hlásil ke skotské esperantské básnické škole.
Debutoval básnickou sbírkou Kvaropo (Čtveřice) společně s W. Auldem, J. Francisem a J. Dinwoodiem.
Jeho básně, povídky a eseje vycházely po různu v esperantských časopisech.

## Díla
- Oazo (Oáza) – básně ve sbírce Kvaropo
- Mestizo de l'mondo(Městic světa) je sbírkou básní
- El la maniko, Pinta krajono (Z rukávu, Špičatá tužka), jsou novely
- Arto kaj naturo (Umění a příroda) je esej
- Paŭlo kaj Liza (Pavel a Líza, čítanka pro začátečníky)
- Spegulo de esperantaj stiloj (Zrcadlo esperantských stylů)
- La krutaĵo (Útes) – vyšlo v knize 33 rakontoj
- Bernard Shaw on the question of an international language in correspondence with Reto Rossetti (Berard Shaw o otázce mezinárodního jazyka v korespondenci s Reto Rossettim)
- Blufo kaj sofismo (Klam a sofisma) – vyšlo v knize Debato pri Praga skolo
- La eternaj angloj (Věční Angličani) – vyšlo v knize Vivo kaj morto de Wiederboren
- Katje la modelino (Katka modelka) – v knize Trezoro
- La kimraj artofestoj: modelo por tutmondaj Esperantaj kulturludoj (Krymské umělecké slavnosti: vzor pro esperantské kulturní hry) – vyšlo v Somera universitato

## Přeložil
- Tragedio de Otelo, la Maŭro de Venecio (Tragédie Othella, mouřenína benátského) od W. Shakespeara
- La Piratoj de Penzanco (Piráti z Penzance) opera od Williama Gilberta na text Arthura Sullivana.
- Historia kaj filozofia fono de la moderna pacifismo (od Harolda Binga)
- Kantoj, poemoj kaj satiroj od Roberta Burnse, přel. společně s W. Auldem

## Redakce
- Angla antologio (Anglická antologie, s W. Auldem)
- Trezoro (Poklad, s Henry Vatré – čítanka původní espeerantské prózy)